# 南里征典
南里 征典（なんり せいてん、1939年8月24日 - 2008年1月18日）は、日本の小説家。冒険小説や官能サスペンスなどの分野で活躍した。

## 生涯と作品
福岡県糟屋郡宇美町出身。本名・南里勝典。福岡県立香椎高等学校を中退。上京し大下宇陀児に師事する。1959年同人誌「福岡文芸」創刊に参加。1960年から日本農業新聞の記者となり、以後20年間勤務する。
1978年に立原夏彦名義で「危険な童話」を第4回問題小説新人賞に応募、受賞しなかったものの、翌1979年の「問題小説」9月号に同作を「鳩よ、ゆるやかに翔べ」と改題し、南里征典名義で発表する。1980年に新聞記者を辞めて執筆活動に専念する。同年、アマゾン川上流の原爆製造秘密基地をめぐる冒険小説『獅子は闇にて涙を流す』を一挙掲載で発表。続いて1981年に、ブラジルで家族を皆殺しにされた男が謎の組織に立ち向かう『獅子は怒りて荒野を走る』、日本海海戦で沈没したロシアの輸送艦の引き揚げをめぐる『黄金海峡』など多数の冒険小説を書き下ろしで発表。1980年代の冒険小説を代表する作家の一人となる。
当時の創作姿勢について、電源開発におけるダム問題を題材とした『蒼き湖の叛乱』(1981年)のあとがきでは「わたしたちと同じ生活者が、大きな時代の仕組みの中で裏切られたり、踏み潰されてゆくときの痛みと戦き、怨念といったものが起爆剤となって、戦いにたちあがる、という私なりの切り口の面白い小説世界（ハード・ロマン）を展開したい」と述べている。
また1980年に日中国交正常化10周年を記念した日中合作映画『未完の対局』のノベライゼーションを担当、執筆中に吐血し胃と十二指腸の摘出手術を受けるが、入院中にも点滴を受けながら執筆、同作で日本文芸大賞現代文学賞受賞。
社会的な題材の作品として、中国残留孤児を扱った『死者に捧げる望郷歌』、クレジットカードの魔力を描いた『絢爛たる日蝕』、米自由化をテーマにした『怒りの爆殺荒野』なども執筆。
1982年に初めての新聞連載小説『薔薇よ黒豹を呼べ』で官能色のある作品を書き始めるが、官能小説を意識して書いたのは、新聞連載の『黒真珠の女』からだという。
また、1983年、日本冒険作家クラブの創設の発起人の一人となる。1984年『欲望銀行殺人事件』、1987年から『成城官能夫人』に始まる夫人ものシリーズ、特命課長シリーズなどを発表。「作家というものは、彼が生きている時代と社会と人間の、従軍記者である」という持論のもとに、冒険小説に始まり、社会派ミステリー、伝奇ロマン、官能サスペンスなどの多彩な分野で執筆した。
推理小説として『オリンピック殺人事件』や、サスペンス中心の『鍾乳洞美女殺人事件』など、格闘技アクションとして天狼拳伝説シリーズや、特務武装巡察官・朱雀豪介シリーズ『王妃よ黒獅子を呼べ』などがある。
伝奇バイオレンス作品に、地下帝国アスカルダの超常戦士の戦いを描く『魔界戦記』シリーズがある。1999年版『この文庫がすごい』の「元気が出る文庫」では『秘命欲望課長』がエントリーされた。
1992年にはアメリカ人冒険飛行家C.バンクボーンによる太平洋横断飛行の物語『紅の翼』で第1回日本文芸家クラブ大賞特別賞を受賞した。日本作家クラブでは、画家の小林秀実が理事長の時に副理事等を務め、1994年から1999年まで『日本文芸家クラブ』2代目理事長を務める。野球は福岡以来、西武時代まで熱狂的なライオンズファンで、球場にも熱心に応援に通った。カラオケのレパートリーは演歌で「無法松の一生」「さざんかの宿」が得意。
1999年、脳出血で倒れるも作家活動を継続していた。2008年1月18日、膵臓癌で死去。68歳没。

## 著書
- 『獅子は闇にて涙を流す』トクマ・ノベルズ　1980年、のち徳間文庫
- 『獅子は怒りて荒野を走る』トクマ・ノベルズ　1981年、のち徳間文庫
- 『黄金海峡』光文社　1981年、のち徳間文庫
- 『密林よ熱き獣を誘え』フタバノベルス 1981年8月
- 『蒼き湖の叛乱』トクマ・ノベルズ 1981年12月、のち文庫
- 『未完の対局』徳間書店、文庫同時発売 1982年（同名映画のノベライゼーション）
- 『ダモクレスの剣』フタバノベルス 1982年
- 『鷹は、はばたいた』カドカワノベルズ 1982年1月
- 『風よ、夕陽に告げよ』カドカワノベルズ 1982年4月
- 『オリンピック殺人事件』講談社ノベルス 1982年10月
- 『夜は警鐘を鳴らす』カドカワノベルズ 1983年5月
- 『薔薇よ黒豹を呼べ』トクマ・ノベルズ 1983年4月、のち徳間文庫、改題『黒豹の赤い薔薇』コスモノベルス（『スポーツニッポン』1982年7月-）
- 『天草は血染めの刃』講談社ノベルス 1983年11月、のち文庫
- 『死者に捧げる望郷歌』トクマ・ノベルズ 1983年10月、のち文庫
- 『鮮血をダイヤで飾れ』光風社出版 1984年2月、改題『溺れ蜜狂い蜜』廣済堂文庫
- 『核戦争を救った男』光風社出版 1984年7月
- 『欲望銀行殺人事件』トクマ・ノベルズ 1984年8月、のち文庫
- 『宝石保険の陰謀』青樹社(Big books) 1984年11月、改題『夜は牝獣の祭り』ケイブンシャ文庫
- 『機密狩り』光文社カッパ・ノベルス)1984年12月、のち徳間文庫
- 『墜ちた南十字星』青樹社、1984年、改題『血の収穫』天山文庫、『欲望南十字星』青樹社文庫
- 『25時街の殺人』廣済堂出版 blue books)1985年6月、のち文庫
- 『東京摩天楼の罠』光風社ノベルス 1985年3月、のち廣済堂文庫、改題『野望都市』光風社文庫
- 『鍾乳洞美女殺人事件 ヴィーナスの熱い罠』講談社ノベルス 1985年4月、改題『田園調布真紅夫人』講談社文庫
- 『謀殺の荒野』実業之日本社 1985年4月、改題『肉狩りの収穫』光風社文庫
- 『盲点 銀行強盗奥多摩に消ゆ』青樹社 1985年5月 (Big books)、改題『血の目撃』天山文庫、『欲望の復讐者』青樹社文庫
- 『青春山河』徳間書店 1985年8月
- 『絢爛たる日蝕』光風社ノベルス 1985年10月、改題『殺意は情事の日に』双葉文庫、『淑女が堕ちた蜜の罠』光風社文庫
- 女医探偵・貴堂舞子シリーズ
  - 『深夜牝猫結社 牝猫女医探偵シリーズ』廣済堂出版 1986年2月、のち文庫）、改題『女医の聖餐』リイド文庫、ケイブンシャ文庫
  - 『妖魔狩り 牝猫女医探偵シリーズ』廣済堂出版 1987年9月 blue books、のち文庫、改題『女医の祝宴』リイド文庫、ケイブンシャ文庫
  - 『道玄坂裸女殺人』廣済堂出版 1992年4月 blue books、改題『財閥未亡人の誘惑』廣済堂文庫、徳間文庫
- 『修羅が裁く』光風社ノベルス 1986年3月
- 東京魔界シリーズ
  - 『東京魔界』サンケイノベルス 1986年3月、改題『欲望闇資金』青樹社文庫
  - 『東京魔界 2』サンケイノベルス 1987年3月、改題『欲望地下金脈』青樹社文庫
  - 『東京魔界淫霊伝説』扶桑社 1988年5月、改題『欲望黄金鉱脈』青樹社文庫
- 『黄金の黙示録』青樹社 1986年3月 (Big books)、改題『血の挽歌』天山文庫、『欲望闇稼業』青樹社文庫
- 『魔界殺戮人』実業之日本社 1986年4月、改題『熱い裸に罠がある』光風社文庫
- 『掠奪魔界』フタバノベルス 1986年6月、のち文庫
- 『飾り窓は獲物の匂い』トクマ・ノベルズ 1986年6月、のち徳間文庫、双葉文庫
- 『魔焔の殺意』廣済堂出版 1986年11月 blue books)、改題『湖畔荘の殺人』廣済堂文庫、『女医の祭壇』リイド文庫、ケイブンシャ文庫
- 『欲望殺界』光風社ノベルス 1987年1月、改題『血の饗宴』天山文庫、『欲望淫蕩の罠』光風社文庫
- 『暗殺都市』フタバノベルス 1987年4月、のち文庫）、改題『欲望街の淑女牝』ケイブンシャ文庫
- 『魔界戦記』トクマ・ノベルズ 1987年6月  
  - 『魔界戦記 妖淫激闘篇トクマ・ノベルズ 1988年3月
- 『琵琶湖・十和田湖密会殺人慕情』フタバノベルス 1987年12月、のち文庫
- 『裸身献花祭』ケイブンシャ文庫 1987年11月
- 『成城官能夫人』講談社ノベルス 1987年、のち文庫
- 『追いつめる女』光風社ノベルス 1988年8月
- 『蜜狩りの街』実業之日本社 1988年6月、改題『新宿欲望探偵』角川文庫
- 『魔性淫戮の館』勁文社ノベルス 1988年11月、のち文庫
- 『魔界淫殺行』トクマ・ノベルズ 1988年10月
- 『結婚ラプソディ 富士山麓恋唄』青樹社 1988年11月 (Big books)
- 『黒真珠の女』実業之日本社 1989年2月、改題『欲望の謝肉祭」角川文庫、ケイブンシャ文庫
- 『艶殺魔女伝説』青樹社 1989年8月 (Big books)、改題『欲望艶女伝説』青樹社文庫
- 『暗闇坂の殺人』廣済堂出版 1989年8月 blue books
- 『魔淫殺人街』天山ノベルス 1989年5月、改題『欲望の蜜猟者』青樹社文庫
  - 『魔淫孔雀伝』天山ノベルス 1989年12月、改題『欲望の掠奪者』青樹社文庫
  - 『魔淫王女伝天山ノベルス 1991年8月、改題『欲望淫女狩り』青樹社文庫
- 天狼拳伝説シリーズ
  - 『天狼拳伝説 王者憤怒編』フタバノベルス 1989年9月、のち文庫
  - 『天狼拳伝説 女王危機編』フタバノベルス 1991年8月、のち文庫
- 『武蔵野薔薇夫人』講談社ノベルス 1989年10月　のち文庫
- 『秘宴の令夫人』実業之日本社 1989年11月
- 『初夜の殺意』ケイブンシャ文庫 1989年12月
- 『夜よ修羅を呼べ』廣済堂出版 1989年8月 blue books、改題『薔薇の狩人』廣済堂文庫
- 『野望は甘き蜜の匂い』（扶桑社、1989年）、改題「背徳の野望」（祥伝社 (ノン・ポシェット)）
- 『野望の祝宴』（扶桑社、1990年）、改題「背徳の野望 真昼の誘惑編」（祥伝社 (ノン・ポシェット)）
- 『麻布憂愁夫人』（講談社ノベルス 1990年4月　のち文庫）
- 『真紅のドレスの女 導淫師覚え帖』（実業之日本社 1990年7月）、改題「欲望の女相続人」（角川文庫、光文社文庫）
- 『新宿探偵物語』（フタバノベルス 1990年8月　のち文庫）
- 『野望の収穫 課長本郷貫太郎シリーズ』（扶桑社ノベルス 1990年3月）、改題「背徳の野望 蜜の罠編」（祥伝社 (ノン・ポシェット)）
- 『湘南薔薇屋敷』（大陸書房 1990年8月  のち文庫）
- 『加賀友禅の女』（有楽出版社 1990年10月）
- 『獅子よ花野に眠れ』（廣済堂出版 1990年3月 blue books)）
- 『闇からの脅迫者』（光風社ノベルス 1990年4月）
- 『黄金魔宮伝説』（勁文社ノベルス 1990年6月）、改題「欲望の官能戦士」（ケイブンシャ文庫）
- 『結婚劇場』（扶桑社、1991年）、改題「背徳の祝祭」（祥伝社 (ノン・ポシェット)）
- 朱雀豪介シリーズ
  - 『王妃よ黒獅子を呼べ』（実業之日本社 1991年8月 (Joy novels)）
  - 『美女と破壊兵器 黒獅子決戦録』（実業之日本社 1992年10月 (Joy novels)）、改題「特命美女狩り」（廣済堂文庫）
- 『紅の翼 太平洋初横断飛行記録』（トクマ・ノベルズ 1991年4月）
- 『緑宝石の女』（有楽出版社 1991年6月）、改題「欲望の導淫師」（角川文庫）
- 『女豹の殺意』（光風社出版 1991年6月 のち文庫）
- 『黒部黄金魔境』（廣済堂出版 1991年4月 blue books)、改題「背徳夫人の蜜の罠」（廣済堂文庫）
- 『紫水晶の女』（実業之日本社 1991年2月）、改題「欲望カメラマン」（角川文庫）
- 『自由ケ丘密会夫人』（講談社ノベルス 1991年4月　のち文庫）
- 『成城快楽夫人』（大陸書房 1991年12月）、改題「欲望インストラクター」（角川文庫、ケイブンシャ文庫）
- 『天城峠秘湯殺人』（天山ノベルス、1992年、改題「欲望女社長」（角川文庫）
- 『悪党稼業』（光風社出版 1992年5月 のち文庫）
- 『欲望秘書室』（フタバノベルス 1992年6月　のち双葉文庫、徳間文庫）
- 『赤坂哀愁夫人』（講談社ノベルス 1992年1月　のち文庫）
- 『女取締役の秘事』（実業之日本社 1992年2月）、改題「背徳の女取締役」（祥伝社 (ノン・ポシェット)）
- 『鎌倉化粧坂殺人事件』（徳間文庫 1992年3月）
- 『怒りの爆殺荒野』（大陸書房 1992年6月）、改題「淑女牝の罠」（飛天文庫）
- 『欲望の狩人』（角川文庫 1992年10月　のち光文社文庫）
- 『背徳の黄金』（祥伝社 1992年10月 (ノン・ポシェット)）
- 『欲望重役室』（フタバノベルス 1992年12月　のち双葉文庫、徳間文庫）
- 『背徳のダイヤ』（祥伝社 1992年7月 (ノン・ポシェット)）
- 『鎌倉誘惑夫人』（講談社ノベルス 1992年8月　のち文庫）
- 『特命欲望課長』（徳間文庫 1993年11月）
- 『女取締役の密議』（実業之日本社 1993年11月）、改題「欲望女重役」（角川文庫）、「禁断の蜜」（祥伝社文庫）
- 『金閣寺密会夫人』（講談社ノベルス 1993年12月）、改題「金閣寺秘愛夫人」（講談社文庫）
- 『箱根峠欲望殺人』（カドカワノベルズ 1993年6月）、改題「箱根湖畔欲望殺人」（講談社文庫）
- 『東京背徳夫人』（講談社ノベルス 1993年7月）、改題「山手背徳夫人」（講談社文庫）
- 『明智覇王伝奇』（スコラ 1993年6月 (Scholar novels)）
- 『東京濃蜜夫人』（講談社ノベルス 1993年1月）（『夕刊フジ』1992年4-12月連載「重役室夜の(秘)指令」）、改題『道玄坂濃蜜夫人』講談社文庫 1995年
- 『欲望の裸体画』（角川文庫 1993年3月）
- 『官能病棟 美人理事長・涼子』（フタバノベルス 1993年7月　のち双葉文庫、徳間文庫）
- 『欲望戦略課長』（トクマ・ノベルズ 1993年9月　のち文庫）
- 『欲望秘書課長』（トクマ・ノベルズ 1993年4月　のち双葉文庫
- 『女取締役の手管』（有楽出版社 1993年5月）、改題「女取締役の欲望」（角川文庫）、「禁断の応接室」（祥伝社文庫）
- 『密命誘惑課長』（光文社文庫 1994年8月　のち徳間文庫）
- 『財閥夫人の甘い罠』（廣済堂、1994年）、改題「軽井沢絶頂夫人」（講談社文庫）
- 『寝室の蜜猟者』（飛天文庫 1994年1月　のち講談社文庫）
- 『背徳の宝冠』（祥伝社 1994年2月 (ノン・ポシェット)）
- 『女社長の特命』（実業之日本社 1994年2月）、改題「紅薔薇の秘命」（光文社文庫）
- 『密命欲望課長』（徳間オリオン 1994年2月　のち徳間文庫、双葉文庫）
- 『秘宴の紋章』（飛天文庫 1994年6月 のち講談社文庫）
- 『未亡人社長の秘事』（実業之日本社 1994年10月）、改題「未亡人社長の秘命」（光文社文庫）
- 『新宿不倫夫人』（講談社ノベルス 1994年11月）、改題「新宿爛蕩夫人」（講談社文庫）
- 『欲望誘惑添乗員』（トクマ・ノベルズ 1994年11月　のち文庫）
- 『欲望のダイヤモンド』（青樹社文庫 1994年9月）
- 『丸の内欲望課長』（徳間文庫 1994年4月）
- 『肉体の狩人』（カドカワノベルズ 1994年3月　のち講談社文庫）
- 『欲望密会課長』（徳間文庫 1995年9月）
- 『特命秘術課長』（光文社文庫 1995年9月）
- 『特命謀略情事』（中央公論社 1995年7月 (C★NOVELS)）、改題「秘命課長狙われた美女」（講談社文庫、原題で廣済堂文庫）
- 『野望の不倫同盟』（実業之日本社 1995年10月）、改題「社長若夫人の秘密」光文社文庫
- 『成城淑女館の猟人』（日本文芸社 1995年3月　のち文庫、ケイブンシャ文庫）、、改題「成城淑女館の帝王」（桃園文庫）
- 『人妻官能塾』（フタバノベルス 1995年6月　のち文庫）
- 『背徳の紋章』（桃園新書 1995年5月）、改題「背徳の門」（祥伝社 (ノン・ポシェット)）
- 『背徳の銀行』（祥伝社 1995年6月 (ノン・ポシェット)）
- 『重役室(秘)指令』（勁文社ノベルス 1995年12月 のち文庫）
- 『欲望の淑女狩り』（角川文庫 1995年11月）
- 『欲望情事社員』（トクマ・ノベルズ 1995年5月　のち徳間文庫、ケイブンシャ文庫）
- 『特命攻略課長』（光文社文庫 1995年7月）
- 『密命征服課長』（光文社文庫 1995年1月　のち徳間文庫）
- 『女王陛下の欲望』（角川文庫 1995年1月）、改題「欲望街の女豹」（ケイブンシャ文庫）
- 『欲望極秘指令』（トクマ・ノベルズ 1996年11月　のち文庫）
- 『密命驀進課長』（光文社文庫 1996年3月）
- 『野望の情事社員』（実業之日本社 1996年3月 (Joy novels)）、改題「美貌課長の秘命」（光文社文庫）
- 『欲望モデル喰い』（角川文庫 1996年3月）、改題「禁断のモデル倶楽部」（祥伝社文庫）
- 『夜の官能秘書』（廣済堂出版 1996年1月 blue books のち文庫）
- 『特命潜入課長』（光文社文庫 1996年6月）
- 『背徳の美女狩り』（桃園新書 1996年6月）、改題「背徳の情事」（祥伝社文庫）
- 『今夜も謝肉祭』（日本文芸社ノベルス 1996年1月）、改題「淑女たちの謝肉祭」（日本文芸社文庫）
- 『六本木官能夫人』（講談社ノベルス 1996年2月）、改題「六本木芳熟夫人」（講談社文庫）
- 『背徳の巨塔』（双葉社 1996年7月  のち文庫）
- 『財閥夫人の秘事』（実業之日本社 1996年8月  のち光文社文庫）
- 『秘命野望情事』（中央公論社 1996年6月 (C novels)）、改題「秘命課長獣たちの野望」（講談社文庫、原題で廣済堂文庫）
- 『特命猛進課長』（光文社文庫 1996年9月）
- 『野望の銀行』（祥伝社(ノン・ポシェット)）1996年7月
- 『情事の契約』（飛天文庫 1996年11　のち講談社文庫）
- 『常務夫人の密命』（実業之日本社 1997年3月 光文社文庫）
- 『誘惑の銀行』（祥伝社(ノン・ポシェット)）1997年7月
- 『秘命欲望課長』（徳間文庫 1997年4月　のち双葉文庫）
- 『艶やかな秘命』（光文社文庫 1997年2月）
- 『愛さずにはいられない』（双葉文庫 1997年9月）
- 『人妻不倫祭』（1997年10月 フタバノベルス のち文庫）
- 『魔性の淑女牝』（飛天文庫 1997年7月　のち講談社文庫）
- 『密命黄金情事』（中央公論社(C novels)1997年8月）、改題「秘命課長黄金の情事」（講談社文庫）、「密命・牝犬狩り」（廣済堂文庫）
- 『密猟者の秘命』（光文社文庫 1997年9月）
- 『夜の美人秘書』（廣済堂出版 1997年3月 blue books のち文庫）
- 『銀座飾窓夫人』（講談社ノベルス 1997年11月）、改題「銀座魔性夫人」（講談社文庫）
- 『淑女の援助交際』（トクマ・ノベルズ 1997年11月　のち文庫）
- 『花盛りの社長室』（桃園新書 1998年1月）
- 『禁断のホテル』（祥伝社(ノン・ポシェット)1998年7月）、改題「誘惑のホテル」（文庫）
- 『淑女牝の狩人』（廣済堂出版 blue books）1998年10月
- 『人妻の試乗会』（有楽出版社 1998年3月 のち光文社文庫）
- 『長崎熟恋の女』（光文社文庫 1998年9月）
- 『博多秘愛の女』（光文社文庫 1998年4月）
- 『野望課長の情事』（実業之日本社(Joy novels)1998年5月）
- 『華やかな牝獣たち』（講談社ノベルス 1998年12月　のち文庫）
- 『箱根湯けむりの女』（光文社文庫 1998年12月）
- 『絶頂請負人』（廣済堂文庫 1998年12月）
- 『欲望の仕掛人』（講談社ノベルス 1998年7月　のち文庫）
- 『怒涛がゆく』（廣済堂出版 1998年7月）
- 『出張撮影師が行く』（日文文庫 1999年9月）
- 『特命突破課長』（光文社文庫 1999年10月）
- 『華麗なる契約』（桃園書房 1999年2月）
- 『銀座・夜の代行屋』（廣済堂出版 blue books）1999年12月、改題「銀座・情欲代行人」（廣済堂文庫）、「悦楽請負人」
- 『オフィス街の妖精』（トクマ・ノベルズ 1999年2月　のち文庫）
- 『京都薄化粧の女』（光文社文庫 1999年3月）
- 『巨悪病棟』（フタバノベルス 1999年4月）
- 『艶熟夫人の試運転』（実業之日本社 1999年）
- 『新宿欲望探偵』（光文社文庫 2001年3月）
- 『背徳の官能婦人』（徳間文庫 2001年4月）
- 『美人女医失踪』（双葉文庫 2003年5月）
- 『欲望の裸体画』（徳間文庫 2003年6月）
- 『艶やかな情事』（徳間文庫 2004年4月）